# 橙胸噪鹛
橙胸噪鹛（学名：Garrulax annamensis），是噪鹛属的一种，为越南的特有种。该物种的保护状况被评为无危。
橙胸噪鹛的栖息地包括亚热带或热带的（低地）湿润疏灌丛、亚热带或热带的湿润低地林、亚热带或热带严重退化的前森林和亚热带或热带的湿润山地林。